# Навагинская (станция)
Нава́гинская — железнодорожная станция Северо-Кавказской железной дороги РЖД, расположена в посёлке Навагинское, Краснодарский край, Россия. Находится на участке Армавир — Туапсе.
Двухэтажный вокзал построен по типовому проекту. Станция построена в 1914, начала эксплуатироваться в 1915 году. К 1955 году станция являлась самостоятельным населенным пунктом Железнодорожная станция Навагинская Шаумянского сельского Совета Туапсинского района.